# Бахаревский
Бахаревский — посёлок в Красноярском районе Астраханской области, входит в состав Ахтубинского сельсовета. Население — 266 человек (2010), 76 % из них — казахи.

## История
В 1969 г. Указом Президиума ВС РСФСР посёлок молочнотоварной фермы № 2 совхоза имени 50-летия ВЛКСМ переименован в Бахаревский.

## География
Бахаревский расположен в юго-восточной части Астраханской области, в дельте реки Волги, на левом берегу её рукава — реки Ахтуба и вблизи ерика Бахарев. Уличная сеть состоит из двух географических объектов: ул. Боевая и ул. Заречная.

## Население
| 2002 | 2010 |
| ---- | ---- |
| 193  | ↗266 |

Национальный и гендерный состав
По данным Всероссийской переписи в 2010 году, численность населения составляла 266 человек (132 мужчины и 134 женщины, 49,6 % и 50,4 % соответственно).
| Национальность | Численность | Процент |
| -------------- | ----------- | ------- |
| Казахи         | 182         | 69,5%   |
| Русские        | 27          | 10,3%   |
| Ногайцы        | 22          | 8,4%    |
| Метисы         | 3           | 1,2%    |
| Татары         | 3           | 1,2%    |
| Не указана     | 25          | 9,5%    |
| Всего          | 262         | 100%    |

## Инфраструктура
Развито сельское хозяйство. В советское время действовал совхоз имени 50-летия ВЛКСМ.

## Транспорт
Водный транспорт. 